# Santa Maria del Popolo
De Santa Maria del Popolo is een augustijner kerk in Rome, gelegen aan de noordkant van het Piazza del Popolo. De kerk heeft een centraal middenschip met twee zijbeuken, die omringd worden door 12 zijkapellen. In de koepel van de kerk, symbool van de invloed van de renaissancestijl en behorend tot de Chigi-kapel, bevinden zich mozaïeken die werden ontworpen door Rafaël Santi; zij verbeelden “De Schepping van de wereld”.

## Geschiedenis
Over het ontstaan van de kerk bestaan verschillende verhalen. Zo zou paus Paschalis II in 1099 opdracht hebben gegeven een kapel te bouwen op de plaats waar keizer Nero begraven lag. Nadat zijn graf geruimd was en de as in de Tiber verstrooid, kon de bouw beginnen.
Een andere versie verhaalt echter dat de kapel gebouwd werd als dank aan de Maagd Maria voor haar steun aan de kruisvaarders bij het bevrijden van het Heilig Graf.
Ook over de bijnaam “del Popolo” bestaan verschillende interpretaties:
- De financiering van het gebouw werd verzorgd door de bevolking van Rome, waardoor de kapel de bijnaam "del Popolo" kreeg (Nederlands: van het volk)
- Popolo verwijst naar de uitbundig aan het plein groeiende populieren. Dit is de historisch juiste versie.
- De uitbreiding van kapel naar kerk maakte het gebouw toegankelijk voor het volk (popolo)

Door paus Gregorius IX (pontificaat: 1227 – 1241) werd de kapel verheven tot kerk en aan de Augustijnen geschonken voor het beheer.
In de periode 1472-1477 werd de kerk herbouwd door Baccio Pontelli en Andrea Bregno in renaissancestijl, waarna tussen 1655-1660, tijdens het pontificaat van paus Alexander VII, aanpassingen volgden in barokstijl, waaronder de voorgevel.

### Zijkapellen
Naast de hoofdbouw is de kerk bekend door zijn 12 zijkapellen, waarin zich diverse kunstwerken bevinden van grote Italiaanse artiesten. Deze kapellen behoorden toe aan rijke families.
- Della Roverekapel: hier werden onder meer de kardinalen Domenico en Cristoforo della Rovere begraven, beiden neven van paus Sixtus IV. De grafmonumenten werden ontworpen door Andrea Bregno, de fresco’s – die voorstellingen uit het leven van de heilige Hiëronymus van Stridon weergeven – zijn van de hand van Pinturicchio.

1. Cibo-kapel: hier werden de kardinalen Lorenzo Cibo[1] en Alderano Cibo begraven.
2. Basso della Roverekapel: gebouwd door kardinaal Girolamo Basso della Rovere (die er ook begraven werd) en gewijd aan de heilige Augustinus van Hippo. Het grafmonument van de kardinaal werd ontworpen door Andrea Sansovino in opdracht van paus Julius II.
3. De Costakapel: hoewel deze kapel ook eerst tot de familie della Rovere behoorde, verkreeg de Portugese kardinaal Jorge da Costa deze kapel in 1488. Hij werd hier begraven. In deze kapel bevinden zich fresco's van Pinturicchio.
4. Montemirabilekapel: deze kapel wordt nu gebruikt als doopkapel.
5. Chigikapel: deze kapel behoorde in de Renaissance toe aan de rijke bankiersfamilie Chigi. Hij werd ontworpen door Rafaël Santi. Hier werden de broers Agostino en Sigismondo begraven; ook de graftombes (in de vorm van piramides) zijn van de hand van Rafaël. De latere paus Alexander VII (Fabio Chigi, paus van 1655-1667) liet de kapel vervolmaken, door plaatsing van de beelden “Habakuk en de Engel” en “Daniël en de leeuw”.
6. Mellinikapel: gewijd aan de heilige Nicolaas van Tolentijn.
7. Kapel van het Heilig Kruis: in deze kapel bevindt zich een crucifix uit de 14e eeuw. De plafondschilderingen in de kapel zijn van de hand van de Vlaamse kunstenaar Pieter van Lint, waaronder “Het Ware Kruis geneest de zieke”[2].
8. Theodolikapel
9. Cerasikapel: in deze kapel hangen twee schilderijen van Caravaggio. “De Kruisiging van Petrus” en “De Bekering van Paulus”.
10. Capella Maggiore: bevat de graftombe van de kardinaal Ascanio Maria Sforza. Het monument is gebouwd door Andrea Sansovino in opdracht van paus Julius II. Opmerkelijk aan het monument is de opbouw in de vorm van een triomfboog. In het gewelf van de kapel is een fresco – de kroning van Maria - geschilder door Pinturicchio.[3]

## Titelkerk
Sinds 13 april 1587, tijdens het pontificaat van paus Sixtus V, werd de kerk verheven tot titelkerk.
- 1587-1593: kardinaal Scipione Gonzaga was de eerste titularis
- 2008-heden: Stanisław Dziwisz, aartsbisschop van Krakau en voormalig secretaris van paus Johannes Paulus II

## Trivia
- In het naastgelegen klooster verbleef Maarten Luther, zelf een augustijner monnik, rond 1511 bij zijn bezoek aan Rome.
- De Chigi kapel speelt als locatie een rol in het boek “Het Bernini Mysterie” van de Amerikaanse schrijver Dan Brown.
- In de kerk bevindt zich het grafmonument van Giovanni Battista Gisleni.
- Ook bevindt zich in de kerk het graf van Giovanni Borgia, oudste zoon van paus Alexander VI.

## Galerij
|                            |                                |                       |                                    |
| Caravaggio                 | Rafaël Santi                   | Pinturicchio          | Francesco Cavallini(beeldhouwwerk) |
| Kruisiging van Sint-Petrus | Grafmonument in de Chigi kapel | Geboorte van Christus | Monument Alderano Cibo, Cibo kapel |

Sant'Agnese fuori le mura · 
Sant'Agnese in Agone · 
Sant'Agostino · 
Sant'Alberto Magno · 
Basilica di Santa Anastasia · 
Sant'Andrea al Quirinale · 
Sant'Andrea delle Fratte · 
Sant'Andrea della Valle · 
Sant'Andrea in Via Flaminia · 
Sant'Angela Merici · 
Santi Angeli Custodi a Città Giardino · 
Sant'Anselmo all'Aventino · 
Sant'Antonio da Padova all'Esquilino · 
Sant'Antonio da Padova in Via Tuscolana · 
Sant’Antonio di Padova a Circonvallazione Appia · 
Sant'Antonio in Campo Marzio · 
Sant'Apollinare alle Terme Neroniane-Alessandrine · 
Sant'Atanasio · 
Sant'Atanasio a Via Tiburtina · 
Santi Aquila e Priscilla · 
Santa Balbina · 
San Bernardo alle Terme · 
Santi Bonifacio e Alessio · 
San Callisto · 
San Camillo de Lellis · 
San Carlo ai Catinari · 
San Carlo al Corso · 
Basiliek van Santa Cecilia in Trastevere · 
San Cesareo in Palatio · 
Santa Chiara a Vigna Clara · 
San Clemente · 
San Corbiniano · 
Santi Cosma e Damiano in Via Sacra · 
San Crisogono · 
Santa Croce in Gerusalemme · 
Santa Croce in Via Flaminia · 
Sacro Cuore di Cristo Re · 
Sacro Cuore di Gesù · 
Sacro Cuore di Gesù agonizzante a Vitinia · 
Dio Padre Misericordioso · 
Santi XII Apostoli · 
San Domenico di Guzman · 
Santi Domenico e Sisto · 
Sant'Elena fuori Porta Prenestina · 
Sant'Eligio dei Ferrari · 
Sant'Emerenziana a Tor Fiorenza · 
Sant'Eugenio · 
Sant'Eusebio · 
Santi Fabiano e Venanzio a Villa Fiorelli · 
San Felice da Cantalice a Centocelle · 
Santa Francesca Romana · 
San Francesco a Ripa · 
San Francesco di Paola ai Monti · 
Friezenkerk · 
San Frumenzio ai Prati Fiscali · 
Il Gesù · 
Gesù Divino Lavoratore · 
San Giacomo in Augusta · 
San Gioacchino ai Prati di Castello · 
Santi Gioacchino e Anna al Tuscolano · 
San Giovanni a Porta Latina · 
San Giovanni Bosco in via Tuscolana · 
San Giovanni Crisostomo a Monte Sacro Alto · 
San Giovanni dei Fiorentini · 
Santi Giovanni e Paolo · 
Santi Giovanni Evangelista e Petronio · 
San Giovanni Maria Vianney · 
San Girolamo dei Croati · 
San Giuliano Martire · 
San Giustino · 
Gran Madre di Dio · 
San Gregorio Magno al Celio · 
San Gregorio Magno alla Magliana Nuova · 
San Gregorio VII · 
Sant'Ignazio · 
Sint-Jan van Lateranen · 
Sint-Juliaan-der-Vlamingen · 
San Leonardo da Porto Maurizio · 
San Leone I · 
San Liborio · 
San Lorenzo in Damaso ·  
San Lorenzo in Lucina · 
San Lorenzo in Panisperna · 
San Luca a Via Prenestina · 
San Luigi dei Francesi · 
Santuario della Madonna del Divino Amore · 
Madonna dell'Archetto - 
Santi Marcellino e Pietro · 
San Marcello al Corso · 
San Marco · 
Santa Maria ai Monti · 
Santa Maria Ausiliatrice in Via Tuscolana · 
Santa Maria Consolatrice al Tiburtino · 
Santa Maria degli Angeli e dei Martiri · 
Santa Maria dei Miracoli en Santa Maria in Montesanto · 
Santa Maria dell'Anima · 
Santa Maria della Pace · 
Santa Maria della Salute a Primavalle · 
Santa Maria della Scala · 
Santa Maria della Vittoria · 
Santa Maria delle Grazie a Via Trionfale · 
Santa Maria del Popolo · 
Santa Maria del Suffragio · 
Santa Maria di Monserrato · 
Santa Maria Domenica Mazzarello · 
Santa Maria Goretti · 
Santa Maria Immacolata a Grottarossa · 
Santa Maria in Aquiro · 
Santa Maria in Aracoeli · 
Santa Maria in Campitelli · 
Santa Maria in Cappella · 
Santa Maria in Domnica · 
Santa Maria in Transpontina · 
Santa Maria in Trastevere · 
Santa Maria in Trivio · 
Santa Maria in Vallicella · 
Santa Maria in Via · 
Santa Maria in Via Lata · 
Santa Maria Liberatrice a Monte Testaccio · 
Santa Maria Madre della Providenza a Monte Verde · 
Santa Maria Madre del Redentore a Tor Bella Monaca · 
Basiliek van Santa Maria Maggiore · 
Santa Maria Regina degli Apostoli alla Montagnola · 
Santa Maria Regina Mundi a Torre Spaccata · 
Santa Maria sopra Minerva · 
Santa Beata Maria Vergine Addolorata a piazza Buenos Aires · 
San Martino ai Monti · 
Natività di Nostro Signore Gesù Cristo a Via Gallia · 
Santi Nereo e Achilleo · 
San Nicola in Carcere · 
Santissimo Nome di Maria al Foro Traiano · 
Nostra Signora del Sacro Cuore · 
Ognissanti in Via Appia Nuova · 
Sant'Onofrio · 
Sint-Pancratiusbasiliek · 
Pantheon (Rome) · 
San Patrizio ·
Sint-Anna in Lateranen ·
Sint-Paulus buiten de Muren · 
Sint-Pietersbasiliek · 
Santi Pietro e Paolo a Via Ostiense · 
San Pietro in Montorio · 
San Pietro in Vincoli · 
Santa Prassede · 
Preziosissimo Sangue di Nostro Signore Gesù Cristo · 
Santa Prisca · 
Santa Pudenziana · 
Santi Quattro Coronati · 
Santi Quirico e Giulitta · 
Santissimo Redentore e Sant'Alfonso in Via Merulana · 
Santa Sabina · 
San Salvatore in Lauro · 
Sint-Sebastiaan buiten de Muren · 
San Silvestro in Capite · 
Santi Simone e Giuda Taddeo a Torre Angela · 
Sixtijnse Kapel · 
Santa Sofia a Via Boccea · 
Santa Susanna · 
Tempietto van San Pietro in Montorio · 
Santa Teresa al Corso d’Italia · 
Trinità dei Monti · 
Sant’Ugo · 
Beata Vergine Maria del Monte Carmelo a Mostacciano · 
Basilica di San Vitale